# Католическая церковь
Католи́ческая це́рковь (лат. Ecclesia Catholica; итал. Chiesa Cattolica) — самая крупная христианская церковь в мире, насчитывающая более 1,34 миллиарда последователей. Одна из старейших религиозных институций в мире. Играла и продолжает играть важную роль в истории западного мира. Отличается организационной централизацией и наибольшим числом приверженцев. Католическая церковь латинского литургического обряда, называемая «Латинской церковью», вместе с 23-мя восточнокатолическими церквями, составляют единую Католическую церковь.
Во внутренних документах Католическая церковь в качестве самоназвания использует либо термин «Церковь» (с определённым артиклем в языках, имеющих его), либо «вселенская Церковь». Определяет себя четырьмя существенными свойствами: единством, кафоличностью, определённой апостолом Павлом (Еф. 4:4—5), святостью и апостоличностью.
Главные положения вероучения изложены в Апостольском, Никео-Цареградском и Афанасьевском символах веры, а также в декретах и канонах Ферраро-Флорентийского, Тридентского и Первого Ватиканского соборов. Обобщённая доктрина изложена в «Катехизисе Католической церкви».

## Название
Слово «католический» (или «кафолический» в ином произношении), ставшее общепринятым названием для церкви, объединённой вокруг Римского престола, заимствовано из греческого языка (др.-греч. καθ όλη — «по всему целому»). Согласно толкованию Катехизиса Католической церкви, данный термин понимается как «вселенский», в смысле «всеобъемлющий», «всеобщий» . Как поясняет Катехизис, Церковь вселенская, потому что в ней присутствует Христос. Отдельные церкви (то есть, в первую очередь, диоцезы) — полностью вселенские через общение с одной из них, Римской церковью. Эти отдельные церкви «созданы по образу Вселенской Церкви». Этот термин был впервые использован для описания церкви в начале II века. О «кафолической церкви» писал и Кирилл Александрийский. После раскола церкви в 1054 году произошло её разделение на Католическую церковь на Западе с центром в Риме и Православную на Востоке. После Реформации в XVI веке церковь использовала термин «католическая», чтобы отличить себя от различных протестантских групп, которые отделились от неё. Название «Католическая церковь» фигурирует в названии катехизиса Католической церкви. Кроме того, этот термин использовался папой Павлом VI при подписании шестнадцати документов Второго Ватиканского собора.

## История
Христианство основано на учении Иисуса Христа, который жил и проповедовал в I веке нашей эры в провинции Иудея Римской империи. Католицизм учит, что современная Католическая церковь является продолжением ранней христианской общины, основанной Иисусом. Христианство распространилось по ранней Римской империи, несмотря на преследования и конфликты с языческими жрецами. Император Константин узаконил христианство в 313 году, а в 380 году оно стало государственной религией. Варварские завоеватели, которые захватили территории империи в V и VI веках и многие из которых уже к тому времени приняли арианское христианство, в результате перешли в католицизм.
Современная Католическая церковь рассматривает всю историю Церкви до Великого Раскола 1054 года как свою историю.
Вероучение Католической церкви, по убеждению её приверженцев, восходит к апостольским временам (I век).

### Средние века и Возрождение
Католическая церковь имела доминирующее влияние на Западную цивилизацию с поздней античности до начала Нового времени. Благодаря её поддержке возникли романский, готический, ренессансный, маньеристский и барочные стили в искусстве, архитектуре и музыке. Многие деятели Возрождения, такие, как, к примеру, Рафаэль Санти, Микеланджело, Леонардо да Винчи, Сандро Боттичелли, Фра Беато Анджелико, Тинторетто, Тициан, поддерживались Католической церковью.
В XI веке усилиями папы Григория VII право избрания пап закреплялось за коллегией кардиналов. Собрание кардиналов, на котором производились такие выборы, стало называться конклавом (лат. con clave — в переводе на русский «с ключом»).

### Реформация и контрреформация
В 1517 году проповедью Лютера началось мощное религиозное и политическое движение, известное под именем Реформации. Одним из поводов к началу движения было злоупотребление индульгенциями, а главной движущей силой — недовольство различных общественных слоев Католической церковью. Последствием реформационного движения стало появление протестантизма и отпадение от Католической церкви целых регионов и стран — Северная Германия, Великобритания, Нидерланды, Скандинавия. Религиозный раскол привёл к целому ряду религиозных войн, продолжавшихся вплоть до Вестфальского мира 1648 года, который ознаменовал окончание Тридцатилетней войны и закрепил размежевание Европы по религиозному признаку.
Ответом на реформационное движение со стороны Католической церкви стала Контрреформация, в ходе которой Церковь осуществила ряд важных внутренних реформ. Были основаны первые семинарии для повышения нравственного и интеллектуального уровня будущих священников, целый ряд монашеских орденов (кармелиты, францисканцы) претерпели реформы, направленные на искоренение злоупотреблений, были основаны и новые ордена и движения — театинцы, камиллианцы, ораторианцы и др. Важнейшую роль в Контрреформации сыграл вновь образованный орден иезуитов. Центральным моментом контрреформационных усилий стал Тридентский собор (XIX Вселенский), продолжавшийся с 1545 по 1563 год. Собор уточнил и изложил основы католического вероучения о спасении, таинствах и библейском каноне; была стандартизирована латинская месса. Решения собора также были направлены на устранение недостатков монашеской и приходской жизни.

### XIX—XX века
В XIX веке Католическая церковь испытала новый подъём. Была восстановлена католическая иерархия в ряде протестантских стран, восстанавливали позиции монашеские ордена и конгрегации. Первый Ватиканский собор (1869—1870) изложил и утвердил доктринальные положения о статусе Римского епископа, на соборе после долгой дискуссии был принят догмат о папской безошибочности «ex cathedra». Часть несогласных с решениями собора епископов и священников ушла в раскол и образовала церковь старокатоликов. В то же время революционные процессы в Италии привели к созданию единого государства, ликвидации в 1870 году Папского государства и лишению Папы светской власти. Светский статус Апостольского престола оставался неурегулированным до 1929 года, когда в результате Латеранских соглашений было создано государство Ватикан.
Значительной вехой в жизни Католической церкви стал Второй Ватиканский собор (1962—1965), в ходе которого был осуществлён ряд реформ церковной жизни.

## Организация и управление
Как и во всех остальных исторических церквях, священническая иерархия чётко отделена от мирян и разделяется по трём степеням священства:
- епископ;
- священник;
- диакон.

Иерархия клира подразумевает наличие многочисленных церковных степеней и должностей (см. Церковные степени и должности в Католической церкви), например:
- кардинал;
- архиепископ;
- примас;
- митрополит;
- прелат;
- аббат.

Существуют также должности ординария, викария и коадъютора — последние две должности включают функцию заместителя или помощника, например, епископа. Члены монашеских орденов иногда называются регулярным (от лат. regula — правило) клиром, но большинство, назначаемое епископом, является диоцезиальным, или секулярным. Территориальными единицами могут являться:
- диоцез (епархия);
- архидиоцез (архиепархия);
- апостольская администратура;
- апостольская префектура;
- апостольский экзархат;
- апостольский викариат;
- территориальное аббатство.

Каждая территориальная единица состоит из приходов, которые иногда могут быть сгруппированы в деканаты. Объединение епархий и архиепархий называется митрополией, центр которой всегда совпадает с центром архиепархии. Существуют также военные ординариаты, обслуживающие воинские части. Партикулярные Церкви в мире, а также различные миссии, носят статус «Sui iuris» («Своего права»).
Коллегиальность в управлении Церковью (extra Ecclesiam nulla salus) коренится ещё в апостольских временах. Административную власть Папа проводит в соответствии с Кодексом канонического права и может советоваться со Всемирным синодом епископов. Диоцезиальные клирики (архиепископы, епископы и другие) действуют в рамках ординарной юрисдикции, то есть связанной по закону с должностью. Этим правом обладает также ряд прелатов и аббатов, а священники — в пределах своего прихода и по отношению к своим прихожанам.
Восточнокатолические церкви
Восточнокатолические церкви находятся в юрисдикции папы римского через Конгрегацию для Восточных Церквей — одно из отделений Римской курии, образованной в 1862 году в рамках Конгрегации по распространению веры (Propaganda Fide, ныне Конгрегация евангелизации народов), занимающейся миссионерской деятельностью Церкви. В 1917 году она была превращена папой Бенедиктом XV в автономную Конгрегацию.
Восточнокатолические церкви пребывают в полном вероисповедном и литургическом общении со Святым Престолом. Они пользуются собственным каноническим правом, отличным от принятого для Латинской церкви, в связи с чем в их адрес часто применяется термин «Церкви своего права» (sui iuris). В 1990 году Апостольский Престол обнародовал Кодекс канонов Восточных церквей, содержащий нормы канонического права, общие для всех Католических церквей восточных обрядов.

### Каноническое право
В 1917 году папа Бенедикт XV утвердил «Кодекс канонического права 1917 года», который заменил собою все прочие собрания канонических документов, упорядочив каноническое право в виде чёткой системы юридических формулировок. Последняя по времени (и действующая ныне) редакция «Кодекса канонического права» (ККП) принята в 1983 году. Отдельно стоит заметить, что эта редакция действительна только для католиков латинского обряда. Восточнокатолические церкви, которые именуются также «Церкви Sui iuris» (Церкви своего права), пользуются в своей жизни другим сводом, а именно Кодексом канонов Восточных церквей (ККВЦ), который базируется на ККП латинского обряда, однако в то же время учитывает особенности церковной жизни Восточных церквей и устанавливает общие нормы, которые каждая Восточная церковь имеет возможность наполнять конкретным содержанием соответственно своим церковным традициям.
Современное каноническое право регулирует вопросы, касающиеся:
- церковного правотворчества,
- прав и обязанностей членов церкви,
- иерархии церкви,
- канонов совершения таинств,
- управления церковным имуществом,
- церковной дисциплины и так далее.

## Вероучение
Католическая церковь учит, что существует один вечный Бог в трёх лицах: Бог Отец, Бог Сын (Иисус Христос) и Бог Святой Дух. Католическая догматика приведена в Никейском символе веры и подробно описана в Катехизисе Католической церкви. Католическая вера провозглашает, что Церковь — «… это продолжающееся присутствие Иисуса на земле». Церковь учит, что спасение достоверно существует только в Католической Церкви, и при этом признаёт, что Святой Дух может использовать христианские общины, чтобы привести людей к спасению.

### Таинства
Христос установил семь таинств и доверил их Церкви. Это Крещение, Миропомазание, Евхаристия, Исповедь, Елеосвящение, Священство и Брак. Согласно учению Католической церкви, таинства — это священнодействия, в которых католики видят признаки присутствия Бога, и пути ниспослания Божьей благодати всем участникам, кто принимает веру. Таинство есть видимый образ невидимой благодати. За исключением Крещения, таинства могут совершаться только католическим духовенством. Крещение — это единственное таинство, которое может быть произведено любым христианином, а в случае необходимости — даже некрещёным человеком, имеющим требуемое намерение, но лишь в случае, если нет возможности позвать священника или крещаемый находится в угрозе смерти.

### Жизнь после смерти
Вера в жизнь после смерти является частью католической веры; «четыре последние вещи» — смерть, суд, рай и ад. Церковь учит, что сразу после смерти душа каждого человека попадает на Божий суд, основанный на поступках его земной жизни. Также в католической вере есть учение судного дня, когда Христос будет судить сразу всех людей. Это решение, в соответствии с учением Католической церкви, положит конец человеческой истории и ознаменует начало новой и улучшенной Божьей справедливостью. Основы, по которым будет оцениваться душа каждого человека, подробно изложены в Евангелии от Матфея.

### Роль церкви
Иисус избрал двенадцать главных учеников или апостолов для своей церкви. Церковь, по Писанию, — «тело Христово» и является одним единым телом верующих и на небе, и на земле. Таким образом, существует только одна истинная Церковь, а не несколько. Первоначальное руководство Церковью приписывается апостолу Петру, а вслед за ним — епископам. Католики верят, что Церковь всегда будет верна истине и всегда будет находиться под покровительством Святого Духа, как заповедал Христос. Другими словами, Церковь всегда правильно учит истинному учению. Эти истины в трудах и традициях бережно сохранены в Церкви.

## Социальная доктрина
Социальная доктрина Католической церкви наиболее развита по сравнению с другими христианскими конфессиями и течениями. В XVII веке немецкий теолог Руперт Мельдений (1626), по другим исследованиям первое авторство принадлежит Марку Антонию Доминису (1617), выдвинул знаменитую максиму: «in necessariis unitas, in dubiis libertas, in omnibus caritas» — «в необходимом — единство, в сомнениях — свобода, во всём — любовь». Известный теолог кардинал Йозеф Хёффнер определил социальное учение Католической церкви как «совокупность социально-философских (взятых, в сущности, из социальной природы человека) и социально-теологических (взятых из христианского учения о Спасении) знаний о сущности и устройстве человеческого общества и о вытекающих отсюда и применимых к конкретным общественным отношениям нормам и задачам строя».
Социальное учение Католической церкви опиралось сначала на августинизм, а позже — на томизм и основывается на ряде принципов, среди которых выделяются персонализм и солидаризм. Католическая церковь предложила свою трактовку теории естественного права, сочетающую религиозные и гуманистические идеи. Первичный источник достоинства и прав личности — Бог, однако, сотворив человека как существо телесное и духовное, личностное и социальное, Он наделил его неотъемлемыми достоинством и правами. Это стало результатом того, что все люди стали равны, уникальны и причастны Богу, но имеют свободную волю и свободу выбора. Грехопадение повлияло на природу человека, но не лишило его естественных прав, а поскольку его природа до окончательного Спасения человечества неизменна, то даже Бог не властен отнять или ограничить свободу человека. По мнению Иоанна Павла II, «человеческая личность есть и должна оставаться принципом, субъектом и целью всех социальных обществ». В решениях Второго Ватиканского собора и энцикликах Иоанна Павла II отстаивалась необходимость разделения властей и правового характера государства, при котором первичны законы, а не воля уполномоченных должностных лиц. В то же время, признавая различие и самостоятельность природы и цели Церкви и государства, католические теологи подчёркивают необходимость их сотрудничества, поскольку общей целью государства и общества является «служение одним и тем же». Одновременно Католическая церковь противостоит тенденциям закрытости государств, то есть противопоставляет «национальные традиции» общечеловеческим ценностям.
Социальное учение Восточнокатолических церквей принципиально не отличается от социальной доктрины Римско-католической церкви; при этом некоторые поместные Церкви имеют свой собственный подход к социальным проблемам, обусловленный историческими и общественно-культурными реалиями народов.

## Отношения с другими церквями и христианскими организациями
Католическая церковь не является членом Всемирного совета церквей. Представители католиков состоят при ВСЦ в качестве наблюдателей, а также принимают участие в деятельности совместной рабочей группы «ВСЦ-Католическая Церковь».
Католическая церковь ведёт диалог с другими Церквями и христианскими организациями. Организация экуменического диалога возложена на Папский совет по содействию христианскому единству. Одним из результатов диалога явилось подписание в 1993 году с представителями Православных церквей Баламандского соглашения. В 1999 году была подписана Совместная декларация о доктрине оправдания с руководством Всемирной Лютеранской Федерации. Принципы католического экуменизма изложены в декрете Второго Ватиканского собора Unitatis Redintegratio и энциклике Иоанна Павла II Ut Unum Sint.
В 1964 году в Иерусалиме состоялась встреча между Вселенским Патриархом Афинагором, предстоятелем Константинопольской православной церкви, и Римским Папой Павлом VI, в результате которой в декабре 1965 года были сняты взаимные анафемы и подписана Совместная Декларация.
В 2016 году в столице Кубы — Гаване — состоялась встреча Папы Римского Франциска и Патриарха Московского и всея Руси Кирилла (см. Встреча патриарха Кирилла и папы римского Франциска). Встреча такого уровня стала первой за всю историю Русской православной и Католической церквей, ряд экспертов и СМИ называли её исторической. Также состоялся обмен подарками: патриарх подарил папе список Казанской иконы Божией Матери и свою книгу «Свобода и ответственность» на испанском языке, Франциск в свою очередь преподнёс в дар Кириллу частицу мощей святителя Кирилла и чашу для причастия. По итогам встречи патриарх и папа торжественно подписали совместную декларацию, состоящую из 30 пунктов.

## Скандал вокруг сексуальных домогательств в католической церкви
В 1990-х — 2000-х годах церковный скандал, связанный с выявлением целого ряда случаев сексуального насилия над детьми (мальчиками и девочками в возрасте от 3 до 11—14 лет) в среде священников, монахинь и членов религиозных орденов Католической церкви. Скандал вокруг домогательств разразился в католических епархиях США после того, как стало известно о таких случаях в Бостонской митрополии. Стало известно, что архиепископ Бостона кардинал Бернард Фрэнсис Лоу знал о сексуальных домогательствах к детям со стороны священников своей митрополии, но ничего не предпринимал и даже покрывал преступников. Это привело к выплате семьям пострадавших огромных штрафов, а сам Лоу подал в отставку 13 декабря 2002 года. Эти события подхлестнули развитие скандала. В настоящий момент семьям пострадавших было в сумме выплачено около двух миллиардов долларов штрафа; папа Бенедикт XVI заявил, что он «глубоко пристыжен» произошедшим, извинился перед пострадавшими и сказал, что педофилы не могут быть полноправными священниками Католической церкви. С этого момента жертвы изнасилований из разных городов мира стали заявлять о себе. По разным оценкам, в случаях насилия над детьми замешаны от 0,2 % до 5 % католических священников.